# Estonsko na Zimních olympijských hrách 2002
Estonsko na Zimních olympijských hrách 2002 reprezentovalo 17 sportovců, z toho 14 mužů a 3 ženy v 5 sportech.

## Medailisté
| Medaile | Jméno           | Sport         | Disciplína          |
| ------- | --------------- | ------------- | ------------------- |
| Zlato   | Andrus Veerpalu | Běh na lyžích | muži 15 km klasicky |
| Stříbro | Andrus Veerpalu | Běh na lyžích | muži 50 km klasicky |
| Bronz   | Jaak Mae        | Běh na lyžích | muži 15 km klasicky |